# Guy de Balliol
Guy de Balliol también Guido de Bywell y Wido de Balliol-Bywell (c. 1065-Northumberland, 1122) fue un noble caballero de la órbita anglonormanda. Señor de Bailleul-en-Vimeu, condado de Ponthieu.
Su familia pertenecía a una rama menor de la casa de Balliol de Picardía que llegó a ser muy influente a finales del siglo XIII. De ascendencia desconocida, llegó a Inglaterra solicitado por Guillermo Rufus para prestar servicio a la Corona. Guillermo Rufus le concedió tierras en el norte de Inglaterra a finales del siglo XI, y se estableció allí como parte de la repartición que este último hizo del condado de Northumberland.
La familia de Balliol, encabezada por Guy, fue una de las que se originaron durante el reinado de Rufus y se asentaron en las marcas fronterizas para proteger y fomentar el reino. Geoffrey Stell afirmó que los territorios del norte de Guy fueron otorgados casi con toda seguridad como agradecimiento por el apoyo prestado en las campañas de Guillermo Rufus en la frontera oriental de Normandía en 1091 y 1094.

## Herencia
Se casó con Dionsyia de Bywell (c. 1079-1130) y fruto de esa relación nació Hawise de Baliol (c. 1103-1136), quien sería esposa de Guillermo I Bertram de Bricquebec. Al carecer de descendencia masculina, gran parte de su heredad fue a parar a manos de Bernardo I de Balliol, sobrino de Guy.